# Luise Renner
Luise Renner nata Luise Stoisits (Güssing, 25 giugno 1872 – Vienna, 30 giugno 1963) è stata una filantropa austriaca, la prima First Lady dell'Austria, moglie del presidente della Repubblica austriaca Karl Renner. È stata cofondatrice e prima presidente di Volkshilfe Austria (Gli aiuti del popolo), una ONG con sede a Vienna.

## Biografia
Nata a St. Nikolaus, un piccolo villaggio vicino Güssing, si trasferì a Vienna a 16 anni con la famiglia e iniziò a lavorare in una locanda. Incontrò Karl Renner, politico socialdemocratico e futuro presidente della seconda Repubblica austriaca, nel 1890, mentre stava completando il servizio militare, e la loro figlia nacque un anno dopo. Si sposarono nel 1897. Karl Renner diventò il primo presidente della Repubblica austriaca nel dicembre 1945, rendendo Luise la prima First Lady austriaca, posizione che mantenne fino alla morte di Karl, il 31 dicembre 1950. Dopo la fondazione dell'associazione benefica Volkshilfe Austria nel 1947, della quale fu la prima presidente, Luise Renner fu anche un'attivista politica e socialista, e anche molto tempo dopo la scomparsa del marito il movimento socialdemocratico le riconobbe un ruolo di leader, nonostante non avesse mai ricoperto cariche pubbliche.
A lei è intitolato dal 2014 il Premio austriaco di assistenza e supporto (Österreichischer Pflege- und Betreuungspreis) fondato nel 2008 da Volkshilfe Österreich e dalla rivista infermieristica Pflegenetz.